# 348407 Patkósandrás
A 348407 Patkósandrás (2005 JC94) a Naprendszer fő kisbolygóövében található aszteroida. Piszkéstetőn fedezte fel Sárneczky Krisztián 2005. május 12-én. A kisbolygó Patkós András fizikusról, kozmológusról lett elnevezve.